# Khumel
Khumel – gaun wikas samiti w zachodniej części Nepalu w strefie Rapti w dystrykcie Rolpa. Według nepalskiego spisu powszechnego z 2011 roku liczył on 648 gospodarstw domowych i 3060 mieszkańców (1735 kobiet i 1325 mężczyzn).